# スウィープ (競走馬)
スウィープ (Sweep) はアメリカ合衆国の競走馬、種牡馬。1910年のベルモントステークスを制した。母の父として2頭のアメリカクラシック三冠馬を出した。

## 戦績
1909年はナショナルスタリオンステークス、フューチュリティステークスに勝利した。ホープフルステークス、サラトガスペシャルステークスでは2着に入った。安定した成績や勝つ時のパフォーマンスなどが評価されこの年の最優秀2歳牡馬に選ばれた。
1910年はベルモントステークス、カールストンステークス、ローレンスリアライゼーションステークスに勝利した。ベルモントステークスでは回避する馬が続出しアメリカのステークス競走では5回しかないという2頭立てで行われ、デュークオブオーモンドに6馬身差で勝利した。この年5戦4勝の成績で最優秀3歳牡馬に選ばれた。

## 競走成績
| 出走日     | 競馬場             | 競走名                        | 距離   | 着順 | 騎手           | 着差      | 1着（2着）馬      |
| ---------- | ------------------ | ----------------------------- | ------ | ---- | -------------- | --------- | ----------------- |
| 1909.05.20 | ベルモントパーク   | メイドン                      | ダ5f   | 1着  | J.バットウェル | 8馬身     | (Beau Nash)       |
| 1909.05.29 | ベルモントパーク   | アローワンス                  | ダ5f   | 1着  | R.スコヴィル   | 5馬身     | (Medallion)       |
| 1909.05.31 | ベルモントパーク   | ナショナルスタリオンS         | ダ5.5f | 1着  | G.バーンズ     | 8馬身     | (Newmarket)       |
| 1909.07.03 | シープスヘッドベイ | グレートトライアルS           | ダ6f   | 3着  | R.スコヴィル   | 6馬身     | Dalmatian         |
| 1909.08.07 | サラトガ           | サラトガスペシャルS           | ダ6f   | 2着  | R.スコヴィル   | 3馬身     | Waldo             |
| 1909.08.12 | サラトガ           | ハンデキャップ                | ダ6f   | 1着  | J.バットウェル | アタマ    | (Louise S.)       |
| 1909.08.14 | サラトガ           | ホープフルS                   | ダ6f   | 2着  | J.バットウェル | 1 1/2馬身 | Rocky O'Brn       |
| 1909.08.30 | シープスヘッドベイ | フューチュリティS             | ダ6f   | 1着  | J.バットウェル | 6馬身     | (Candleberry)     |
| 1910.05.14 | ベルモントパーク   | アローワンス                  | ダ7f   | 1着  | J.バットウェル | 2馬身     | (King Olympn)     |
| 1910.05.30 | ベルモントパーク   | ベルモントS                   | ダ11f  | 1着  | J.バットウェル | 6馬身     | (Duke of Ormonde) |
| 1910.06.08 | グレーヴセンド     | カールトンS                   | ダ8f   | 1着  | V.パワーズ     | 3/4馬身   | (Th Turk)         |
| 1910.06.14 | グレーヴセンド     | ブルックリンダービー          | ダ10f  | 3着  | V.パワーズ     | 4馬身     | Dalmatian         |
| 1910.07.04 | シープスヘッドベイ | ローレンスリアライゼーションS | ダ13f  | 1着  | J.ノッター     | 5馬身     | (SuffraGIst)      |

## 引退後
引退後はキャッスルトンファームで種牡馬となった。スウィープは種牡馬としても成功し、1918年と1925年にリーディングサイアーになった。スウィープは優秀な種牡馬であったが母の父としてはさらに偉大だった。1941年にリーディングブルードメアサイアーを獲得し母の父として2頭の三冠馬を含む3頭のケンタッキーダービー馬を輩出した。また二冠馬フォワードパスやアリダー、ティーヴィーラークなどの牝系の祖となるワシューベル、ネイティヴダンサーやインサイドインフォメーションの牝系の祖となるラチカもスウィープ産駒である。
スウィープは1936年に29歳で死亡した。

### 主な産駒
- Eternal/エターナル(ホープフルステークス)
- Leonardo/レオナルド （ホープフルステークス）
- Washoe Belle/ワシューベル（子孫にForward Pass、Alydar、T.V.Larkなど）
- La Chica/ラチカ（子孫にNative Dancer、Grey Flight、Inside Informationなど）

### ブルードメアサイアーとしての産駒
- War Admiral/ウォーアドミラル（アメリカクラシック三冠、ピムリコスペシャルなど）
- Whirlaway/ワーラウェイ（アメリカクラシック三冠、トラヴァーズステークスなど）
- Bubbling Over/バブリングオーバー（ケンタッキーダービー、ブルーグラスステークス）

## 血統表
| スウィープ (Sweep)の血統（ウェイバリー系 / Alarm 4×4=12.50%、Leamington 4×5=9.38%、Lexington 5×5=6.25%) | スウィープ (Sweep)の血統（ウェイバリー系 / Alarm 4×4=12.50%、Leamington 4×5=9.38%、Lexington 5×5=6.25%) | スウィープ (Sweep)の血統（ウェイバリー系 / Alarm 4×4=12.50%、Leamington 4×5=9.38%、Lexington 5×5=6.25%) | （血統表の出典）    | （血統表の出典） |
| 父 Ben Brush 1893 鹿毛                                                                                  | 父の父Bramble 1875 鹿毛                                                                                 | Bonnie Scotland                                                                                         | Iago                | Iago             |
| 父 Ben Brush 1893 鹿毛                                                                                  | 父の父Bramble 1875 鹿毛                                                                                 | Bonnie Scotland                                                                                         | Queen Mary          |                  |
| 父 Ben Brush 1893 鹿毛                                                                                  | 父の父Bramble 1875 鹿毛                                                                                 | Ivy Leaf                                                                                                | Australian          | Australian       |
| 父 Ben Brush 1893 鹿毛                                                                                  | 父の父Bramble 1875 鹿毛                                                                                 | Ivy Leaf                                                                                                | Bay Flower          |                  |
| 父 Ben Brush 1893 鹿毛                                                                                  | 父の母Roseville 1888 鹿毛                                                                               | Reform                                                                                                  | Leamington          | Leamington       |
| 父 Ben Brush 1893 鹿毛                                                                                  | 父の母Roseville 1888 鹿毛                                                                               | Reform                                                                                                  | Stolen Kisses       |                  |
| 父 Ben Brush 1893 鹿毛                                                                                  | 父の母Roseville 1888 鹿毛                                                                               | Albia                                                                                                   | Alarm               | Alarm            |
| 父 Ben Brush 1893 鹿毛                                                                                  | 父の母Roseville 1888 鹿毛                                                                               | Albia                                                                                                   | Elastic             |                  |
| 母 Pink Domino 1897 鹿毛                                                                                | 母の父*Domino 1891 黒鹿毛                                                                               | Himyar                                                                                                  | Alarm               | Alarm            |
| 母 Pink Domino 1897 鹿毛                                                                                | 母の父*Domino 1891 黒鹿毛                                                                               | Himyar                                                                                                  | Hira                |                  |
| 母 Pink Domino 1897 鹿毛                                                                                | 母の父*Domino 1891 黒鹿毛                                                                               | Mannie Gray                                                                                             | Enquirer            | Enquirer         |
| 母 Pink Domino 1897 鹿毛                                                                                | 母の父*Domino 1891 黒鹿毛                                                                               | Mannie Gray                                                                                             | Lizzie G            |                  |
| 母 Pink Domino 1897 鹿毛                                                                                | 母の母Belle Rose 1889 鹿毛                                                                              | Beaudesert                                                                                              | Sterling            | Sterling         |
| 母 Pink Domino 1897 鹿毛                                                                                | 母の母Belle Rose 1889 鹿毛                                                                              | Beaudesert                                                                                              | Sea Gull            |                  |
| 母 Pink Domino 1897 鹿毛                                                                                | 母の母Belle Rose 1889 鹿毛                                                                              | Monte Rosa                                                                                              | Craig Millar        | Craig Millar     |
| 母 Pink Domino 1897 鹿毛                                                                                | 母の母Belle Rose 1889 鹿毛                                                                              | Monte Rosa                                                                                              | Hedge Rose F-No.8-c |                  |